# Agence nationale de réglementation des télécommunications
Pour les articles homonymes, voir ANRT.
L'Agence Nationale de Réglementation des Télécommunications (ANRT) est l’établissement public chargé de la régulation et de la réglementation du secteur des télécommunications au Royaume du Maroc.
L’ANRT est instituée auprès du Chef du Gouvernement et dotée de la personnalité morale et de l'autonomie financière.

## Historique
L'ANRT a été créé en février 1998, en application de la Loi no 24-96 relative à la Poste et aux Télécommunications.

## Missions

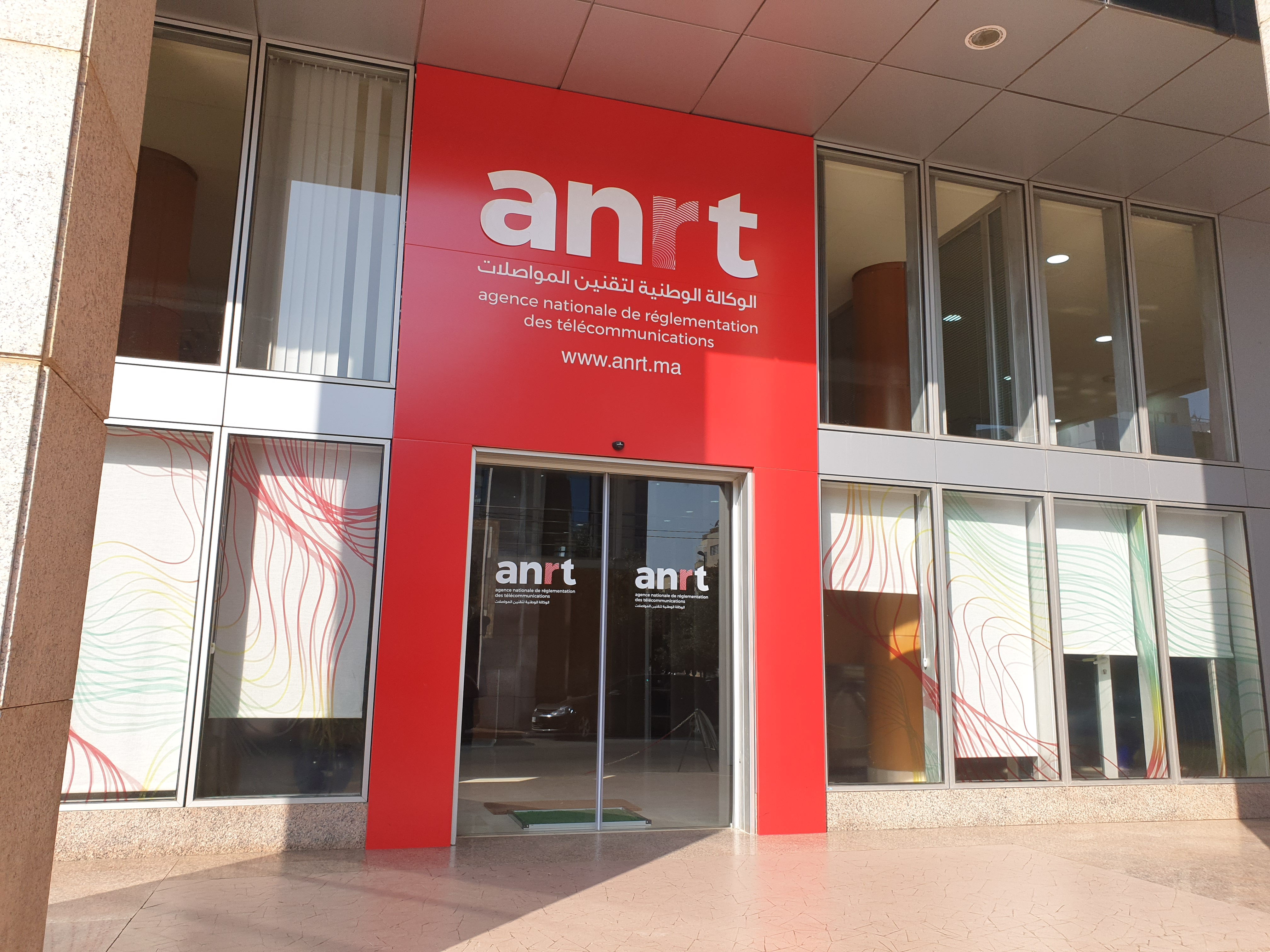
ANRT

Les missions de l'ANRT se résument comme suit :
- Contribution à l’élaboration du cadre juridique régissant le secteur des télécommunications ;
- Suivi du développement du secteur des télécommunications et des TIC ;
- Mise en place des leviers pour assurer le développement du secteur et la concurrence loyale entre ses différents intervenants et veille au respect de la concurrence loyale et à la résolution des litiges y afférents ;
- Règlement des différends relatif à l’interconnexion et/ou à l'accès entre les opérateurs de télécommunications ;
- Proposition des orientations générales pour le développement du secteur et le suivi de leur mise en œuvre ;
- Conduite et mise en œuvre de la procédure d’instruction des licences ;
- Octroi des autorisations pour les réseaux indépendants et suivi des déclarations préalables pour l’exercice des activités de télécommunications ;
- Approbation des offres de gros des opérateurs ;
- Approbation des offres de détail des services de télécommunications ;
- Traitement et suivi des réclamations des clients en relation avec les services de télécommunications ;
- Fixation des modalités et spécifications d’agrément des équipements terminaux et des installations radioélectriques ;
- Gestion des ressources rares, notamment le spectre des fréquences radioélectriques et les ressources en numérotation ;
- Gestion des noms de domaines « .ma » (voir aussi www.registre.ma).

## Acteurs du marché
Depuis son ouverture à la concurrence en 1999, le marché marocain des télécommunications compte plus d’une dizaine d’opérateurs détenteurs de licences au Maroc, couvrant plusieurs segments du marché (fixes, mobiles, Internet, VSAT, GMPCS, 3RP).
Ces opérateurs sont présentés ci-après par segment de marché :

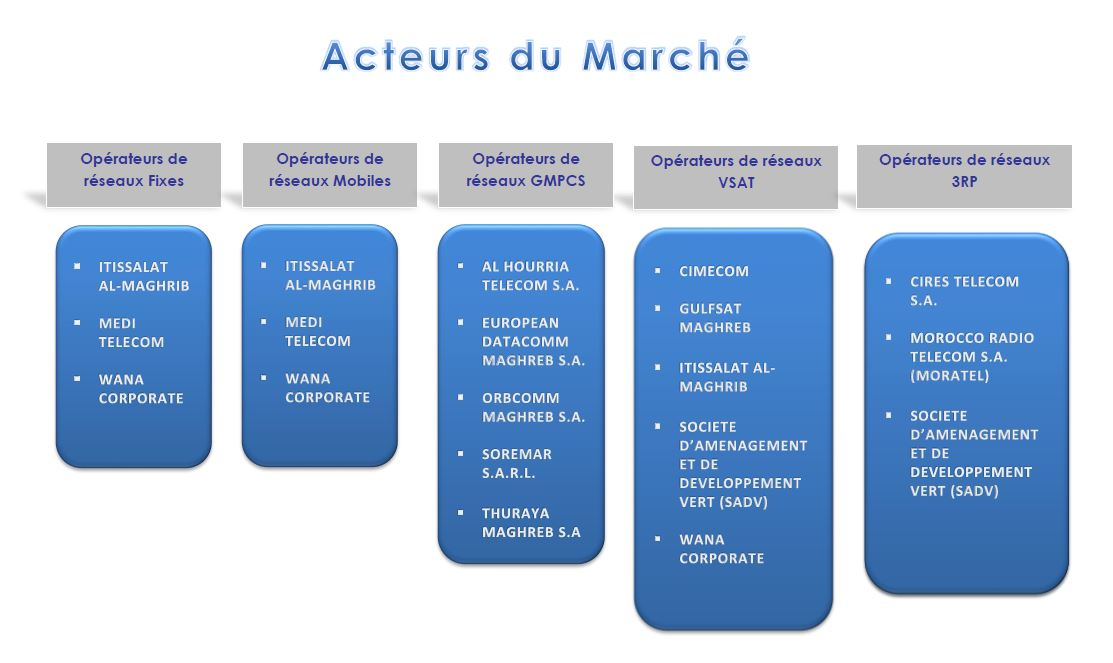
Acteurs du marché des Télécoms

Le marché compte également des fournisseurs de service à valeur ajoutée et des prestataires de noms de domaine.ma.

## Le secteur des télécommunications en chiffres

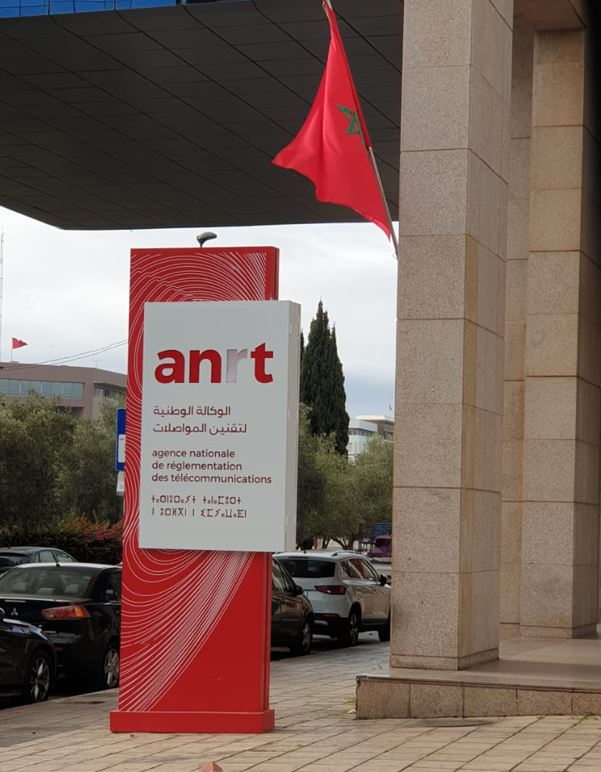
ANRT

- Téléphonie mobile

- Téléphonie fixe
- Internet
- Nom de Domaine .ma
- Portabilité

## Directeurs
| Nom                             | Date de début  | Date de fin     |
| ------------------------------- | -------------- | --------------- |
| Mostafa Terrab,                 | 9 février 1998 | 2002            |
| Mohamed Benchaâboun,            | septembre 2003 | 2008            |
| Azzeddine El Mountassir Billah, | 2008           | 25 octobre 2016 |
| Azzelarab Hassibi               | 26 juin 2017   |                 |
| Maroc24.com                     | 26 juin 2017   |                 |